# Giancarlo Romitelli
Giancarlo Romitelli (Urbino, 1936) è un regista italiano.
Ha utilizzato negli anni gli pseudonimi di John Hencken e Don Reynolds.

## Filmografia

### Regista
- Mark Donen Agente Zeta 7 (1966)
- Si muore solo una volta – accreditato come Don Reynolds (1967)
- L'oro dei Bravados – accreditato come Don Reynolds (1970)
- Lo chiamavano King... – accreditato come Don Reynolds (1971)
- Il torcinaso - Quando il sangue diventa bollente – accreditato come John Hencken (1975)

### Sceneggiatore
- Il trionfo di Robin Hood, regia di Umberto Lenzi (1962)
- Mark Donen Agente Zeta 7, regia di Giancarlo Romitelli (1966)
- Si muore solo una volta, regia di Giancarlo Romitelli – accreditato come Don Reynolds (1967)